# Oscar Kessels
Oscar Kessels (1903-24 de febrero de 1968) fue un deportista belga que compitió en tiro con arco, en la modalidad de arco recurvo. Ganó ocho medallas en el Campeonato Mundial de Tiro con Arco al Aire Libre entre los años 1933 y 1959.

## Palmarés internacional
| Campeonato Mundial al Aire Libre | Campeonato Mundial al Aire Libre | Campeonato Mundial al Aire Libre | Campeonato Mundial al Aire Libre |
| Año                              | Lugar                            | Medalla                          | Prueba                           |
| -------------------------------- | -------------------------------- | -------------------------------- | -------------------------------- |
| 1933                             | Londres (Reino Unido)            | Medalla de oro                   | Equipo                           |
| 1934                             | Båstad (Suecia)                  | Medalla de plata                 | Equipo                           |
| 1934                             | Båstad (Suecia)                  | Medalla de bronce                | Individual                       |
| 1935                             | Bruselas (Bélgica)               | Medalla de plata                 | Equipo                           |
| 1937                             | París (Francia)                  | Medalla de plata                 | Equipo                           |
| 1937                             | París (Francia)                  | Medalla de bronce                | Individual                       |
| 1953                             | Oslo (Noruega)                   | Medalla de bronce                | Equipo                           |
| 1959                             | Estocolmo (Suecia)               | Medalla de plata                 | Equipo                           |